# Non scommettere mai con il cielo
Non scommettere mai con il cielo è un film del 1987 diretto da Mariano Laurenti.

## Trama
La giovane suor Angelica pur di salvare il suo orfanotrofio è costretta ad accettare la sfida dell'affascinante Sebastiano, ricco rampollo di famiglia nobile: il ragazzo le promette la donazione dei soldi necessari per sovvenzionare l'istituto a patto che lei sappia resistere al suo fascino.